# حوض التبخر

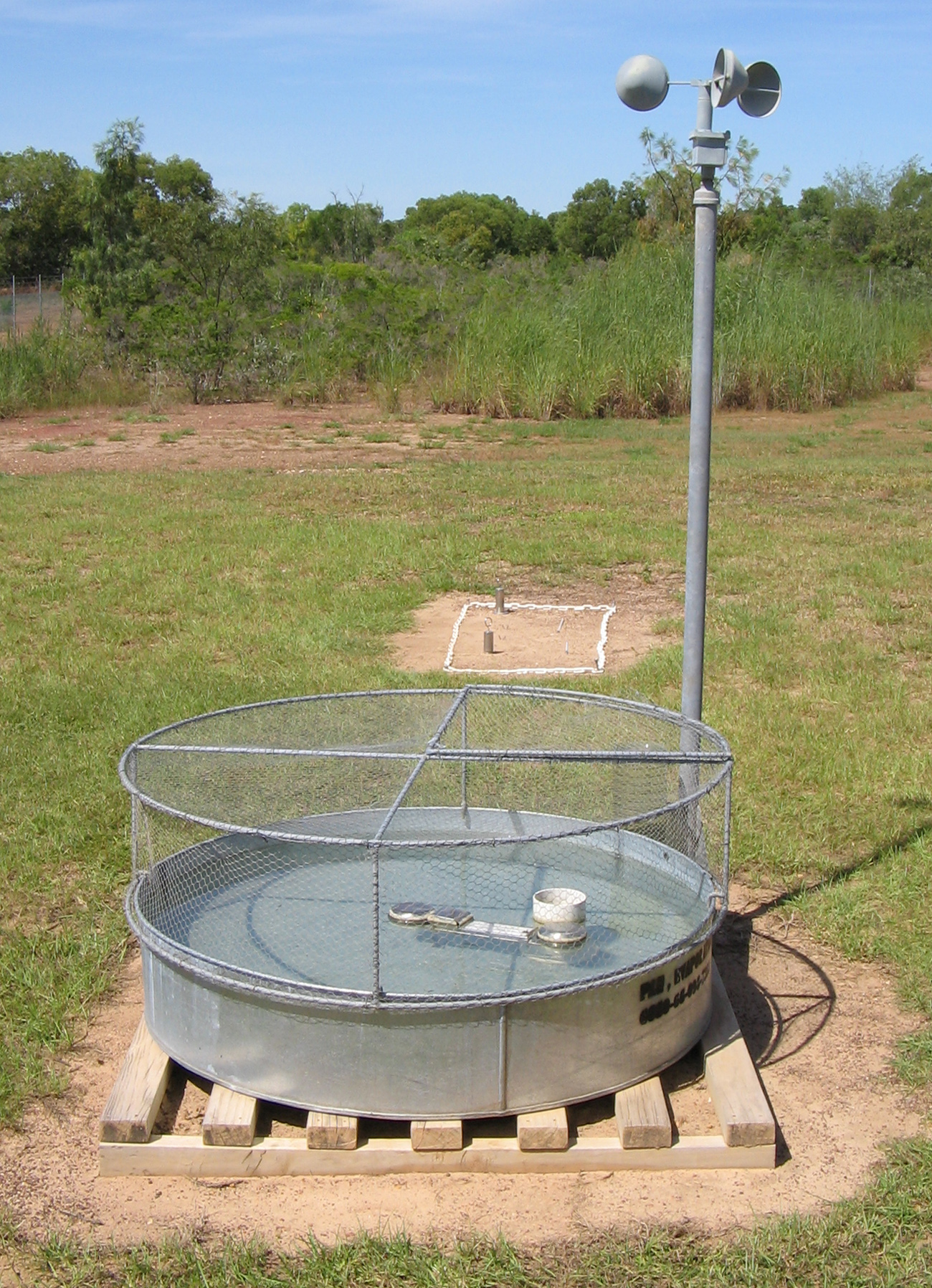
حوض تبخر من النوع أ

أحواض التبخر هي أداة قياس تستخدم عن طريق جمع ودمج البيانات عن تأثيرات العناصر المناخية مثل درجة الحرارة والرطوبة والإشعاع الشمسي والرياح. بحيث يكون التبخر أكثر في الأيام الجافة والحارة والريحية، ويقل التبخر عندما يكون الطقس بارد ورطب وبدون رياح. تتيح بيانات أحواض التبخر الفهم الأكبر للمزارعين لكميات المياه الموسمية التي ستحتاجها محاصيلهم ومواشيهم.
تستخدم أحواض التبخر لحصر المياه أثناء المراقبة لتحديد كمية التبخر في منطقة معينة. تتنوع أشكال أحواض التبخر وقياساتها، لكن أكثر الأشكال شيوعاً هي الأحواض التي تكون على شكل دائري أو مربع. أكثر الأنواع شيوعاً هي الأحواض من النوع أ وأحواض كولارادو المدفونة. كما يعرف في الهند وأوروبا وجنوب أفريقيا حوض سيمون. يتم التحكم بمستوى المياه عن طريق حساس لاستشعار مستوى المياه، كما توضع بالقرب منه محطة رصد جوي صغيرة.

## الطرق المعيارية
تنتشر أحواض مختلفة في الشكل حول العالم، لذلك تستخدم صيغ للتحويل من نوع إلى آخر والتدابير البيئية اللازمة. كما أجريت العديد من البحوث حول الإجراءات المثلى لتركيب أحواض التبخر من أجل الحصول على تكرار قياسات ذات موثوقية عالية.

### أحواض التبخر من النوع أ
تعتبر الهيئة الوطنية للرصد الجوي في الولايات المتحدة الأمريكية أحواض التبخر من النوع أ هو وسيلة القياس المعيارية لأحواض التبخر. وهذا الحوض المعياري عبارة عن أسطوانة بقطر 47.5 إنش (120.4 سم) بعمق 10إنش (25 سم)، ويرتكز على قاعدة خشبية. كما يحاط بسور من السلاسل لمنع الحيوانات من الشرب منه. ونقاس نسبة التبخر فيه بشكل يومي بمعرفة كمية المياه المتبخرة في ارتفاع واحد بوصة. يبدأ القياس اليومي بملأ إنشين من أعلى الحوض، وفي نهاية اليوم بعد مضي 24 ساعة تحسب كمية المياه اللازمة للمحافظة على مستوي الإنشين.
في حالة هطول الأمطار خلال فترة ال 24 ساعة تؤخذ بعين الاعتبار كميات الأمطار في حساب التبخر. أما إذا كانت كميات هطول الأمطار أكبر من معدل التبخر فيجب إخراج الزيادة في كمية الأمطار من خلال منحدر مثبت في الحوض. أما من مساوء هذا النوع من أحواض التبخر بأنه لايمكن قياس معدل التبخر في حالة تجمد مياه الحوض .

### أحواض كولارادو المدفونة
وهي عبارة عن حوض بشكل مربع طول ضلعه 1 متر وعمقه 0.5 متر وكما يوحى من اسمه فإنه يدفن في الرمال حتى 5 سم من حافته. يمكن أجراء مقارنة بين هذا النوع من أحواض التبخر والنوع أ من خلال معامل تصحيح، والذي يساوي 0.8 كمعامل سنوي.

## الميل العالمي لانخفاض نسبة التبخر
لاحظ العلماء سنة 199s العلماء شيء اعتبر ذلك الوقت غريب جداً وهو النقص في معدل التبخر . وقد لوحظ هذا الاتجاه في جميع أنحاء العالم إلا في أماكن قليلة حيث زاد
.
كان من المتوقع أنه مع ارتفاع درجة حرارة المناخ العالمي (الاحترار العالمي) فإنه يجب أن يترافق مع زيادة التبخر كنتيجة لتسارع الدورة الهيدرولوجية. دعي الارتباط افي لاتجاه العام لتناقص التبخر بظاهرة التعتيم العالمي. إلا أن وجد ويلد وآخرون سنة 2005 أن الاتجاه العالمي للتعتتيم قد انعكس منذ سنة 1990

## تبخر البحيرات وأحواض التبخر
استخدمت أحواض التبخر لتقدير معدل التبخر من البحيرات. ويوجد معامل تصحيح بين التبخر في أحواض التبخر وبينه في البحيرات. حيث أن التبخر في الأماكن الطبيعية هو أقل منه في الأحواض فهي غير محاطة بجدار معدني والذي يعتبر ناقل جيد للحرارة. تفرض معظم المراجع أن معامل التصحيح هو 0.75 الذي يجب أن يضرب بالنتائج المستقاة من أحواض التبخر لنحصل على قيمته في البحيرات.

## العلاقة مع دورة الماء
"من المتفق عليه أن التبخر فيالأحواض تناقص خلال نصف القرن الماضي في مناطق كثيرة من الأرض، إلا أن أهمية هذا الاتجاه السلبي فيما يتعلق بالتبخر لا يزال مثاراً للجدل إلى حد ما، والآثار على دورة المياه على الصعيد العالمي لا تزال غير واضحة. ينبع الخلاف فيما إذا كان هذا التناقص ناتج بسبب ظاهرة التعتتيم العالمي أو بالعلاقة بين احواض التبخر والتبخر الأرضي.

## حوض التبخر
يتم استخدام حوض التبخر لتحديد كمية التبخر في موقع معين. تتنوع هذه الأحواض في الحجم والشكل، وأكثرها شيوعاً الأحواض الدائرية أو المربعة.  هناك أنواع مختلقة من هذه الأحواض، مثل حوض التبخر "الفئة أ" وحوض "سانكن كولورادو".  في أوروبا والهند وجنوب أفريقيا، يتم استخدام حوض سيمون (أو خزان سيمون في بعض الأحيان). في كثير من الأحيان يتم أتمتة أحواض التبخر باستخدام أجهزة استشعار لمستوى المياه ويتم وضع محطة طقس صغيرة في مكان قريب.
1. ↑  "NOAA Glossary:Evaporation Pan". مؤرشف من الأصل في 2018-08-26.
2. ↑  "fao.org Chapter 3: Crop Water Needs". مؤرشف من الأصل في 2019-02-16.